# Phytoptus hirtae
Phytoptus hirtae är ett spindeldjur som beskrevs av Heikki Roivainen 1950. Phytoptus hirtae är ett kvalster som ingår i släktet Phytoptus och familjen Phytoptidae. Arten är reproducerande i Sverige.